# 艾伦多·塔克
艾伦多·福里斯特·塔克（英語：Alando Forest Tucker，1984年2月11日—），生于伊利诺伊州洛克波特，美国职业篮球运动员，司职小前锋。

## 高中生涯
身高6-6体重205磅的艾伦多高中时期就读于伊利诺伊州洛克波特的洛克波特镇立高中 (Lockport Township High School)，他在初中时得到场均21.6分和7个篮板，他是入选Herald NewsAA地区全明星赛唯一两位初中球员中的一名。
高中时期他取得了场均22.2分，抓到7.7个篮板以及送出5.7个助攻的州全明星数据。艾伦多在和全州排名第一的Joliet高中对阵时，得到了全队最高的35分。

## 大学时期
2002-03赛季塔克在威斯康星大学麦迪逊分校开始了他的大学篮球生涯，在新秀赛季中在32场比赛中出场27次，得到场均12.0和5.9个篮板；2003-04赛季由于脚伤，塔克只打了四场比赛。赛季后他接受了医疗红衣申请 (medical redshirt 修养一赛季多读一年大学)；2004-05赛季，塔克在31场比赛中出场30次，他取得了威斯康星大学灌皮毛篮球队球队最高的场均15.2分并且还抢下6.1个篮板和1.7次助攻；2005-06赛季，塔克得到了场均19.0分、5.7个篮板和1.7次助攻；2006-07赛季，塔克得到了场均19.9分、5.4个篮板和2.0次助攻。
2007年2月10日，塔克在对阵俄亥俄大学时得到了他大学篮球生涯的第2,000分。第一位完成这一记录的是迈克尔·芬利，他是十大联盟 (Big Ten)第24个达到这成绩的球员。2007年3月10日，塔克打破了原迈克尔·芬利保持的威斯康星大学2,147的原得分记录。2007年3月18日，当灌皮毛篮球队在NCAA第二轮中68-74输给内华达大学拉斯维加斯分校，他的大学篮球生涯也宣告结束，在最后一场比赛中他11投4中、罚球13投8中拿下了17分并且还抓下7个篮板。
2007年5月19日，塔克正式从威斯康星大学麦迪逊分校毕业，他在大学度过了5年4个赛季，一直身披42号球衣。

## NBA生涯
艾伦多在2007年NBA选秀中第一轮第29顺位被菲尼克斯太阳队选中，后正式与球队签约。

## 荣誉和记录
- 打破迈克尔·芬利威斯康星大学麦迪逊分校得分纪录 (2,217分)
- 打破德文·哈里斯单场得分纪录
- 打破迈克尔·芬利新秀最远距离进球纪录 (38英尺)
- 2002-03 - 持有威斯康星大学麦迪逊分校新秀进攻篮板最多纪录 (86个)
- 2002-03 - Big Ten联盟最佳新秀阵容
- 2004-05 - Big Ten和雪城地区锦标赛全明星阵容
- 2004-05 - 无异议入选Big Ten联盟 全明星第三阵容
- 2005-06 - 季前赛约翰·伍登奖提名
- 2005-06 - Big Ten联盟 全明星第一阵容
- 2006-07 - 季前赛约翰·伍登奖提名
- 2006-07 - Big Ten联盟季前赛 年度最佳球员
- 2006-07 - 无异议入选Big Ten联盟 全明星阵容
- 2006-07 - Big Ten联盟 年度最佳球员
- 2006-07 - 美国篮球教练协会 全美第一阵容
- 2006-07 - Sporting News 全美第一阵容
- 2006-07 - Lowe高中组奖